# Тергвиси
Тергвиси (груз. თერგვისი) — село в Грузии, на территории Горийского муниципалитета края (мхаре) Шида-Картли.

## География
Село находится в центральной части Грузии, на правом берегу реки Малая Лиахви, на расстоянии приблизительно 19 километров (по прямой) к северо-северо-западу от города Гори, административного центра муниципалитета. Абсолютная высота — 839 метров над уровнем моря.

## Население
По результатам официальной переписи населения 2014 года в Тергвиси проживало 182 человека (87 мужчин и 95 женщин). В национальной структуре населения грузины составляли 100 %.
| Год  | Население, человек |
| ---- | ------------------ |
| 2002 | 220                |
| 2014 | ↘ 182              |